# Maxim De Cuyper
Maxim De Cuyper (Knokke-Heist, 22 december 2000) is een Belgisch voetballer die sinds 2025 onder contract  staat bij Brighton & Hove Albion. Hij speelt als linkervleugelverdediger of linkermiddenvelder. De Cuyper debuteerde in 2024 in het Belgisch voetbalelftal.

## Carrière
De Cuyper is een jeugdproduct van Club Brugge. In juli 2019 maakte hij deel uit van de zes beloften die met de A-kern mee op stage mochten. Na de stage mocht hij samen met Charles De Ketelaere, Ignace Van der Brempt en Brendan Schoonbaert bij de A-kern blijven. In de seizoenen 2018/19 en 2019/20 vertegenwoordigde hij de U19 van Club Brugge in de UEFA Youth League, in dat laatste seizoen was hij zelfs aanvoerder.
Op 20 februari 2020 maakte hij zijn officiële debuut voor de club in de Europa League-wedstrijd tegen Manchester United. De Cuyper kreeg van trainer Philippe Clement een basisplaats en werd na 73 minuten gewisseld voor Siebe Schrijvers. Ook in de terugwedstrijd, die Club Brugge met 5-0 verloor op Old Trafford, kreeg De Cuyper een basisplaats. In het seizoen daarop kreeg hij vooral speelkansen bij Club NXT, het beloftenelftal van Club Brugge in Eerste klasse B – in het eerste elftal bleven zijn speelkansen dat seizoen beperkt tot korte invalbeurten tegen Olsa Brakel in de Beker van België en tegen Dinamo Kiev in de Europa League.
In augustus 2021 werd hij voor één seizoen uitgeleend aan 1B-club KVC Westerlo. Een dikke week later zou Thomas Van den Keybus op huurbasis de overstap maken van Club NXT naar Westerlo. In het seizoen 2021-2022 werd zijn uitleenbeurt verlengd. Hij maakte negen doelpunten en gaf zeven assists.
Sinds zijn terugkeer bij Club Brugge in het seizoen 2023/24 groeide De Cuyper uit tot een vaste pion op de linkerflank van de A-kern en won met de Bruggelingen het landskampioenschap. Het seizoen daarop werd de Beker van België gewonnen.
Medio 2025 toonde AC Milan interesse om hem aan te trekken, maar het werd Brighton & Hove Albion uit de Premier League die het pleit won. De Engelse club zou een transferbedrag van om en bij de twintig miljoen betaald hebben aan Club Brugge. De Cuyper tekende een contract tot medio 2030.

## Clubstatistieken
| Seizoen     | Club           | Competitie         | Competitie | Competitie | Competitie | Beker | Beker | Beker | Europa | Europa | Europa | Totaal | Totaal | Totaal |
| Seizoen     | Club           | Competitie         | Wed.       | Dlp.       | Ass.       | Wed.  | Dlp.  | Ass.  | Wed.   | Dlp.   | Ass.   | Wed.   | Dlp.   | Ass.   |
| ----------- | -------------- | ------------------ | ---------- | ---------- | ---------- | ----- | ----- | ----- | ------ | ------ | ------ | ------ | ------ | ------ |
| 2019/20     | Club Brugge    | Jupiler Pro League | 0          | 0          | 0          | 0     | 0     | 0     | 2      | 0      | 0      | 2      | 0      | 0      |
| 2020/21     | Club Brugge    | Jupiler Pro League | 0          | 0          | 0          | 1     | 0     | 0     | 2      | 0      | 0      | 3      | 0      | 0      |
| Club Totaal | Club Totaal    | Club Totaal        | 0          | 0          | 0          | 1     | 0     | 0     | 4      | 0      | 0      | 5      | 0      | 0      |
| 2020/21     | Club NXT       | Eerste klasse B    | 20         | 5          | 3          | —     | —     | —     | —      | —      | —      | 20     | 5      | 3      |
| Club Totaal | Club Totaal    | Club Totaal        | 20         | 5          | 3          | 0     | 0     | 0     | 0      | 0      | 0      | 20     | 5      | 3      |
| 2021/22     | → KVC Westerlo | Eerste klasse B    | 25         | 6          | 5          | 3     | 0     | 0     | —      | —      | —      | 28     | 6      | 5      |
| 2022/23     | → KVC Westerlo | Jupiler Pro League | 39         | 9          | 7          | 1     | 0     | 0     | —      | —      | —      | 40     | 9      | 7      |
| Club Totaal | Club Totaal    | Club Totaal        | 64         | 15         | 12         | 4     | 0     | 0     | 0      | 0      | 0      | 68     | 15     | 12     |
| 2023/24     | Club Brugge    | Jupiler Pro League | 37         | 3          | 10         | 2     | 0     | 0     | 16     | 2      | 5      | 55     | 5      | 15     |
| 2024/25     | Club Brugge    | Jupiler Pro League | 22         | 1          | 4          | 4     | 0     | 1     | 9      | 0      | 0      | 35     | 1      | 5      |
| Club Totaal | Club Totaal    | Club Totaal        | 59         | 4          | 14         | 7     | 0     | 1     | 29     | 2      | 5      | 95     | 6      | 20     |
| TOTAAL      | TOTAAL         | TOTAAL             | 143        | 24         | 29         | 11    | 0     | 1     | 29     | 2      | 5      | 183    | 26     | 35     |

Bijgewerkt tot 29 maart 2023

## Nationale ploeg
Eind mei 2024 werd De Cuyper door bondscoach Domenico Tedesco opgenomen in de nationale selectie van België voor deelname aan het Europees kampioenschap in Duitsland. Op 5 juni 2024 maakte hij zijn debuut bij de Rode Duivels in een vriendschappelijke interland tegen Montenegro.

## Interlands
| Interlands van Maxim De Cuyper voor België | Interlands van Maxim De Cuyper voor België | Interlands van Maxim De Cuyper voor België | Interlands van Maxim De Cuyper voor België | Interlands van Maxim De Cuyper voor België | Interlands van Maxim De Cuyper voor België |
| No.                                        | Datum                                      | Wedstrijd                                  | Uitslag                                    | Soort Wedstrijd                            | Doelpunten                                 |
| Als speler bij Club Brugge                 | Als speler bij Club Brugge                 | Als speler bij Club Brugge                 | Als speler bij Club Brugge                 | Als speler bij Club Brugge                 | Als speler bij Club Brugge                 |
| ------------------------------------------ | ------------------------------------------ | ------------------------------------------ | ------------------------------------------ | ------------------------------------------ | ------------------------------------------ |
| 1.                                         | 5 juni 2024                                | België – Montenegro                        | 2 – 0                                      | Vriendschappelijk                          | -                                          |
| 2.                                         | 8 juni 2024                                | België – Luxemburg                         | 3 – 0                                      | Vriendschappelijk                          | -                                          |
| 3.                                         | 6 september 2024                           | België – Israël                            | 3 – 1                                      | UEFA Nations League 2024/25                | -                                          |
| 4.                                         | 10 oktober 2024                            | Italië – België                            | 2 – 2                                      | UEFA Nations League 2024/25                | 42'                                        |
| 5.                                         | 14 oktober 2024                            | België – Frankrijk                         | 1 – 2                                      | UEFA Nations League 2024/25                | -                                          |
| 6.                                         | 14 november 2024                           | België – Italië                            | 0 – 1                                      | UEFA Nations League 2024/25                | -                                          |
| 7.                                         | 20 maart 2025                              | Oekraïne – België                          | 3 – 1                                      | UEFA Nations League 2024/25 barrages       | -                                          |
| 8.                                         | 23 maart 2025                              | België – Oekraïne                          | 3 – 0                                      | UEFA Nations League 2024/25 barrages       | 70'                                        |
| 9.                                         | 6 juni 2025                                | Noord-Macedonië – België                   | 1 – 1                                      | Kwalificatie WK 2026                       | 28'                                        |
| 10.                                        | 9 juni 2025                                | België – Wales                             | 4 – 3                                      | Kwalificatie WK 2026                       | -                                          |
| Totaal                                     | Totaal                                     | Totaal                                     | Totaal                                     | Totaal                                     | 3                                          |
| Statistieken bijgewerkt t/m 9 juni 2025    |                                            |                                            |                                            |                                            |                                            |

## Erelijst
| Landskampioen België | 3x | 2019/20, 2020/21, 2023/24 |
| Belgische Supercup   | 1x | 2021                      |
| Beker van België     | 1x | 2024/25                   |